# Annalen des Naturhistorischen Museums in Wien
Annalen des Naturhistorischen Museums in Wien (en français : Annales du musée d'histoire naturelle de Vienne), abrégé Ann. Naturhist. Mus. Wien, est une revue illustrée comprenant des descriptions botaniques et zoologiques. Elle a été éditée par le Muséum d'histoire naturelle de Vienne en Autriche et a été publiée annuellement entre 1919 et 1979,. Cette revue est précédée par Annalen des Naturhistorischen Hofmuseums.